# Élections municipales espagnoles de 1933
Des élections municipales en Espagne ont lieu le dimanche 23 avril 1933.
Ce sont les premières élections en Espagne où les femmes peuvent voter.